# Miho Hatori
Miho Hatori (jap. 羽鳥美保 Hatori Miho) – japońska wokalistka i autorka tekstów piosenek. Współzałożycielka nowojorskiego zespołu muzycznego Cibo Matto. Miho już w młodości przejawiała zainteresowanie muzyką. Pracowała w sklepie z płytami, a także okazyjnie występowała w klubach jako DJ. 
W roku 1993 przeprowadziła się do Nowego Jorku, gdzie studiowała sztukę. Bariera językowa zmusiła ją do szukania innych form komunikacji. Dzięki temu Miho znów zainteresowała się muzyką. Powróciła do występów jako DJ, a także założyła zespół punkrockowy Laito Lychee. 
W okresie, kiedy była wokalistką tego zespołu, spotkała Yukę Hondę, z którą potem założyła zespół muzyczny Cibo Matto. Wraz z grupą wydała dwa albumy muzyczne - Viva la Woman (1996) i Stereo Type A (1999). W 1998 roku uczestniczyła w pracach nad płytą Seana Lennona, pt. Into the Sun. 
W latach 2001–2003 Miho tworzyła wraz z Smokey Hormelem grupę Smokey & Miho, która grała muzykę z gatunków samba i bossa nova. Miho uczestniczyła także w nagraniach pierwszej płyty zespołu Gorillaz, jako Noodle.
W roku 2005 Miho wydała swój pierwszy solowy album muzyczny - Ecdysis. 

## Dyskografia

### Albumy
- Ecdysis (w Japonii 21 października 2005; w USA i Europie 24 października 2006)

### Single
- Baracuda (2006)